# Keolis Seine Essonne
Keolis Seine Essonne (anciennement Société de transport par autocars, en abrégé STA), est une entreprise de transport par autocars filiale du groupe Keolis. La société Keolis Seine Essonne affrétait principalement ses bus et autocars pour les lignes de transport urbains et scolaires de la communauté d'agglomération Seine-Essonne et de la communauté de communes du Val d'Essonne.

## Historique

### Restructuration du réseau rentrée 2014
Le 3 septembre 2014, le réseau sera restructuré avec la division des lignes 24.07 et 24.11/12 en lignes 2XX.
Les arrêts situé dans les Villes de Courcouronnes, Lisses ainsi que la Gare d'Évry-Courcouronnes et le Lycée Mendès France de Ris-Orangis ne feront plus partie de la desserte des nouvelles lignes faites à partir des lignes 24.11 et 24.12,.
Cette restructuration donne naissance aux lignes :
- Lignes au départ de la Gare de Mennecy (ex 24.07)
  - 207 Fontenay-le-Vicomte / ZAC des Haies Blanches
  - 208 ab Ormoy Les Rochers - Champcueil ou Écharcon - Auvernaux via la gare de Mennecy
- Ligne scolaire 227 Les Rochers - Lycée Marie-Laurencin (ex 24.07).
- Les services réguliers 24.11/12 sont partiellement reprise par la nouvelle ligne 211 qui relie Écharon à Auvernaux
- 228 Bouletterie - Lycée Marie-Laurencin qui remplace un des circuits scolaires de la ligne 24.12.
- 229 Lycée Marie Laurencin -Terminal David Douillet qui remplace un des circuits scolaires du 24.11 tout en passant par la Gare de Mennecy.
- 230 Bouletterie - Lycée Marie Laurencin qui remplace un des circuits scolaires de la ligne 24.11.
- 231 Bouletterie - Lycée Brassens qui remplace un des circuits scolaires de la ligne 24.12.

Aucun changement n'a eu lieu sur les lignes 24.06 et 24.10.
Quelques années plus tard, le réseau sera de nouveau restructuré:
- Les lignes 209 et 210 sont supprimées et remplacées par les lignes 207 et 208 qui eux perdent leur circuits circulaires.
  - La ligne 207 relie Fontenay-le-Vicomte au ZAC des Chenets, en passant par la zone de la Verville et le centre dOrmoy.
  - La ligne 208B relie Ormoy - Les Rochers à la Mairie de Champcueil.
- La ligne 211 est renommé 208A et certaines dessertes sont reprises par la ligne 208B.

### SA 2019
Le 10 décembre 2018 le réseau du Val d'Essonne ainsi que certaines lignes du réseau Seine Essonne Bus a subi une restructuration à la suite de la mise en place du nouveau service annuel 2019 du RER D.
Cette restructuration a pour but de simplifier les correspondances avec le RER D au vu du débranchement de la branche de Malesherbes.
À cette même date la ligne 207 est prolongé jusqu'à la Gare d'Evry-Courcouronnes et voit son itinéraire changer notamment entre Champs Fleuris et la Gare de Mennecy, pour compenser ce changement d'itinéraire une nouvelle ligne est créée (de nouveau), la ligne 209 assurant la liaison Gare de Mennecy - Terminal David Douillet qui prendra en parti l'ancien itinéraire de la ligne 207 jusqu'au ZAC des Haies Blanches.
En l'occasion la ligne 208A voit sa fréquence passer à 1 bus par heure aux heures creuses et un service de bus de descente à la demande aux arrêts de Mennecy et Ormoy, le Bus Soirée est mis en place au départ de la Gare de Mennecy.

### Ouverture à la concurrence
Le 1er août 2022, à la suite de l'ouverture à la concurrence du réseau de transport en commun francilien, les lignes 24.10, 207, 208A, 208B, 209, 227, 228, 229, 230, 231, 232 et le Bus Soirée Mennecy ainsi que la ligne 314 du réseau Seine Essonne Bus seront intégrées au réseau de bus Essonne Sud Est.
Les lignes restantes (24.06 et réseau de bus Seine Essonne Bus) sont transférées au réseau de bus Évry Centre Essonne le 1er janvier 2024 dans le cadre de l'ouverture à la concurrence des transports en commun en Île-de-France.

## La société
La société STA est une SARL créée en 1979 ; c'est une filiale du groupe Keolis. Le siège de la société, ainsi que son dépôt de bus et d'autocars, est situé à Ormoy.
Le 22 avril 2012, la STA et le STIF établissent un contrat pour l'exploitation du réseau de bus Seine Essonne Bus,.
En 2022, la société Keolis Seine Essonne déménage rue de la Plaine d’Ormoy, toujours sur la même commune, les anciens locaux étant repris par Île-de-France Mobilités dans le cadre de l’ouverture à la concurrence, et servent à présent à la filiale Keolis Val d’Essonne 2 Vallées.

## Exploitation

### Entreprise exploitante
Le réseau est exploité par l'entreprise Keolis Seine Essonne, filiale du groupe Keolis.

### Dépôt
Les véhicules ont leur centre-bus à Ormoy, situé au no 110 route Nationale 191, jusqu’en 2022 avant leur déménagement à la rue de la Plaine d’Ormoy. Le dépôt a également pour mission d'assurer l'entretien préventif et curatif du matériel. L'entretien curatif ou correctif a lieu quand une panne ou un dysfonctionnement est signalé par un machiniste.

## Parc de véhicules

### Bus standards
| Constructeur  | Modèle          | Nombre | Numéros de parc          | Période de mise en service         | Affectation | Observation |
| ------------- | --------------- | ------ | ------------------------ | ---------------------------------- | ----------- | ----------- |
| Mercedes-Benz | Citaro Facelift | 5      | 511-515                  | Entre janvier 2008 et octobre 2013 | -           | -           |
| Mercedes-Benz | Citaro C2       | 9      | 902 ; 905-910 et 914-915 | Entre juin 2018 et juillet 2021    | -           | -           |

### Bus articulés
| Constructeur  | Modèle      | Nombre | Numéros de parc   | Période de mise en service           | Affectation | Observation |
| ------------- | ----------- | ------ | ----------------- | ------------------------------------ | ----------- | ----------- |
| Mercedes-Benz | Citaro G C2 | 4      | 517-518 ; 903-904 | Entre septembre 2014 et octobre 2018 | -           | -           |

### Autocars
| Constructeur | Modèle        | Nombre | Numéros de parc             | Période de mise en service        | Affectation | Observation |
| ------------ | ------------- | ------ | --------------------------- | --------------------------------- | ----------- | ----------- |
| Irisbus      | Axer          | 4      | 502-503 ; 509-510           | Entre novembre 2004 et avril 2007 | -           | -           |
| Irisbus      | Crossway      | 1      | 513                         | Décembre 2013                     | -           | -           |
| Iveco        | Crossway Line | 3      | 504 ; 519 ; 901             | Entre août 2016 et octobre 2017   | -           | -           |
| Mercedes     | Intouro       | 6      | 553-554 ; 556-557 ; 911-912 | Entre décembre 2011 à juin 2020   | -           | -           |

## Galerie de photographies

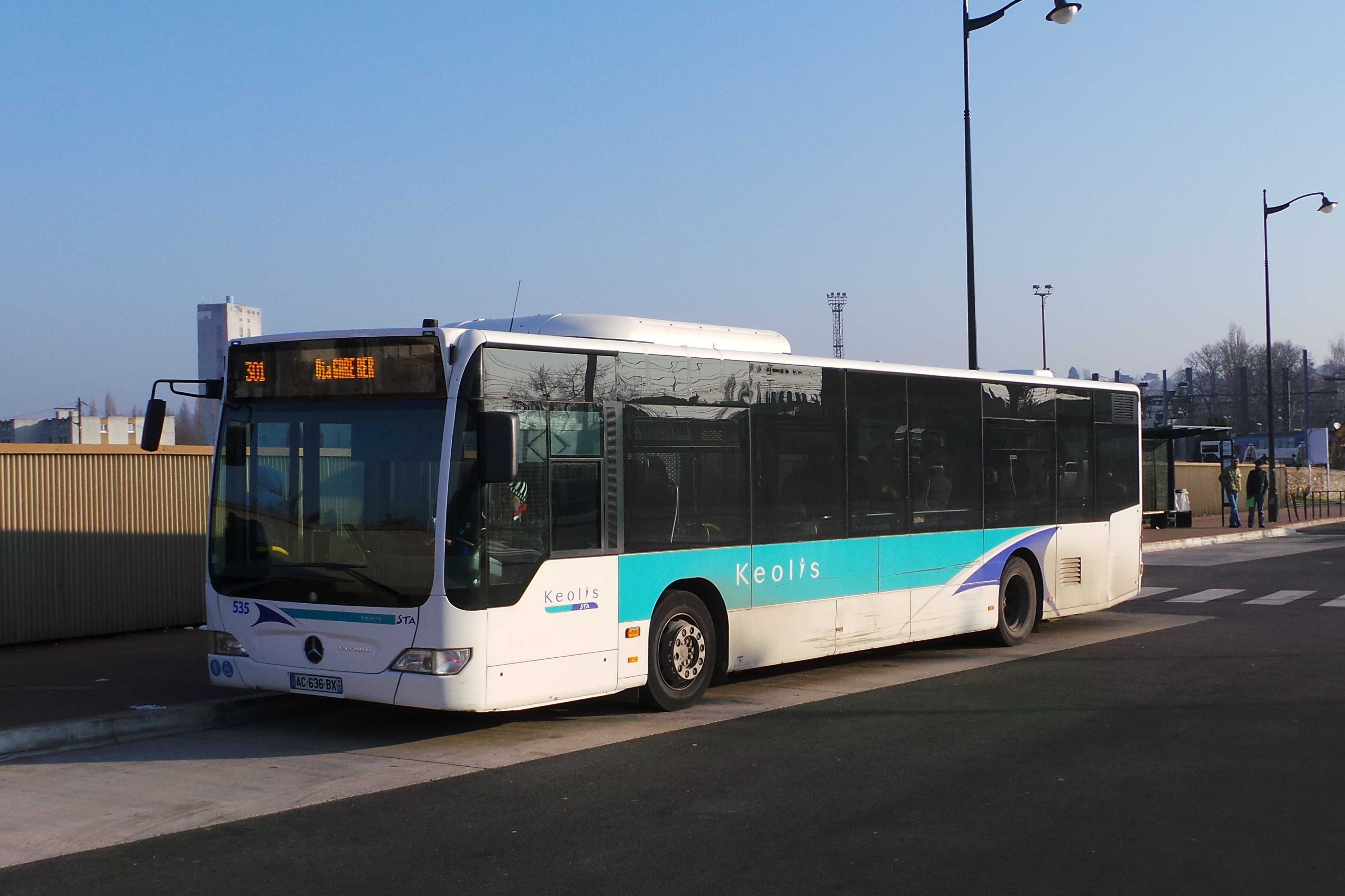
Bus STA de la ligne 301 à la gare routière de Corbeil-Essonnes.
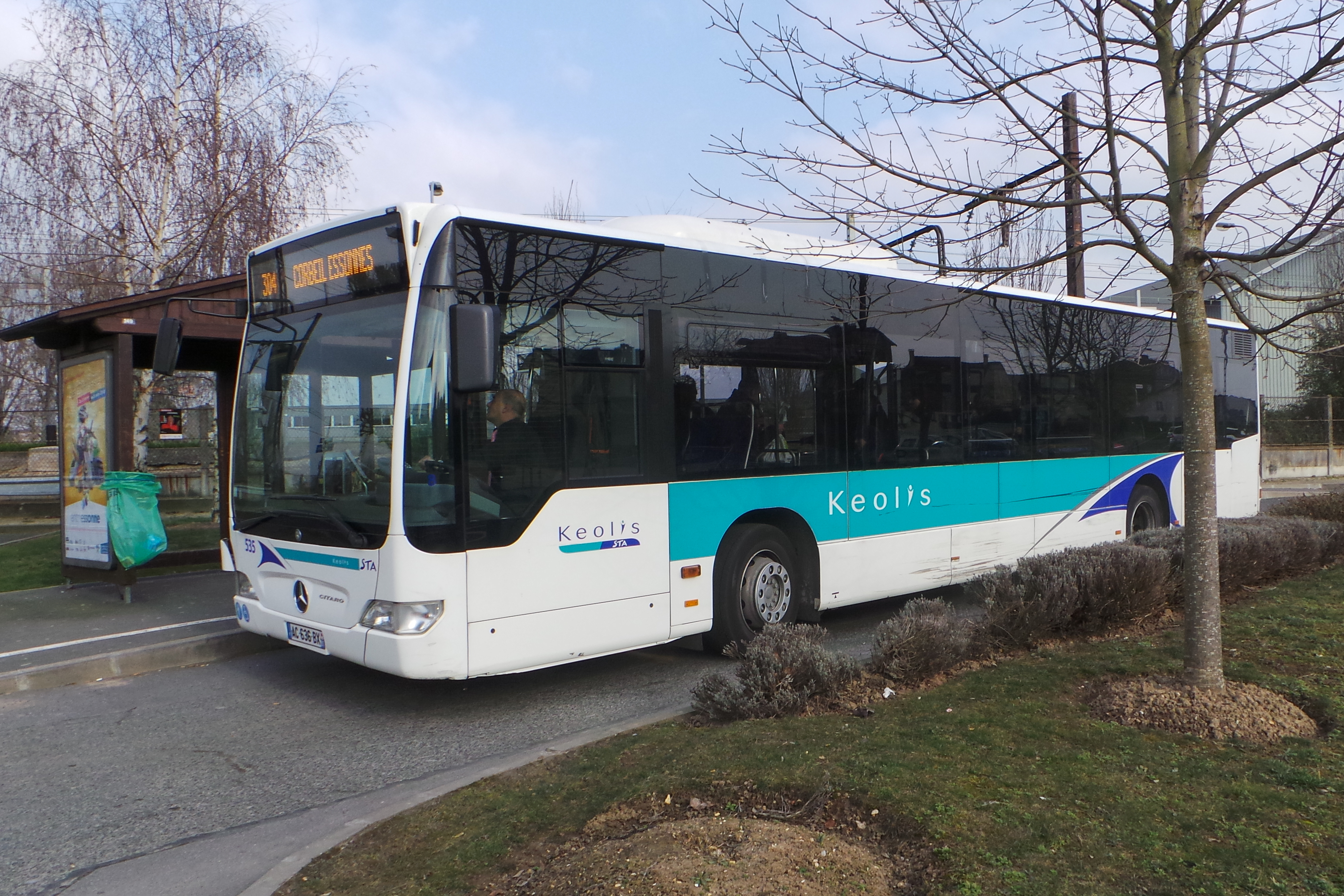
Bus STA de la ligne 304 à la gare de Villabé.
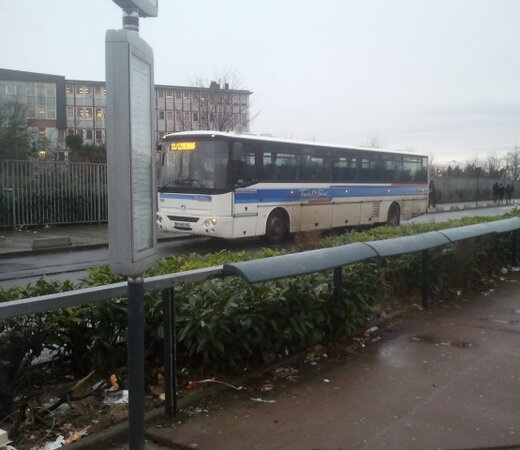
Bus STA de la ligne 11/12 au lycée de Corbeil-Essonnes.